# Можджани
Можджани (пол. Możdżany, нім. Borkenwalde) — село в Польщі, у гміні Круклянки Гіжицького повіту Вармінсько-Мазурського воєводства.
Населення — 167 осіб (2011).
У 1975-1998 роках село належало до Сувальського воєводства.

## Демографія
Демографічна структура станом на 31 березня 2011 року:
|          | Загалом | Допрацездатний вік | Працездатний вік | Постпрацездатний вік |
| -------- | ------- | ------------------ | ---------------- | -------------------- |
| Чоловіки | 94      | 27                 | 56               | 11                   |
| Жінки    | 73      | 12                 | 44               | 17                   |
| Разом    | 167     | 39                 | 100              | 28                   |